# Ultramort
Ultramort è un comune spagnolo di 201 abitanti situato nella comunità autonoma della Catalogna.